# Macromantis nicaraguae
Macromantis nicaraguae es una especie de mantis de la familia Mantidae.

## Distribución geográfica
Se encuentra en Nicaragua.